# Johanna Wallroth
Klara Johanna Wallroth, född 2 augusti 1993 i Katarina församling, Stockholms län, är en svensk operasångare (sopran).

## Karriär
Johanna Wallroth påbörjade 2018 sina sångstudier vid Universität für Musik und darstellende Kunst (MDW) i Wien efter att tidigare varit elev vid Kungliga Svenska Balettskolan och Musikkonservatoriet i Falun. Hon operadebuterade som Barbarina i Figaros bröllop (2013) på Ulriksdals slottsteater och har därefter framträtt på bland annat Schlossteater Schönbrunn i Wien och Gnesinakademin i Moskva. 
I Sverige har hon bland annat gestaltat Dalkulla Anna på Läckö slottsteater i den nyskrivna operan Det går an (2016) efter Carl Jonas Love Almqvists roman, med musik av Daniel Fjellström, libretto av Maria Sundqvist och i regi av Linus Fellbom. 
Hon har även framträtt som Ismene i Telemanns Orpheus (2019) på Vadstena slott och sjungit rollerna som Sömnmalen och Gryningsfen i Hans och Greta (2019) i en nyproduktion för Norrlandsoperan i Umeå.
Sedan säsongen 2020/2021 är hon engagerad vid Wiener Staatsopers Opernstudio. Där har hon under 2021 sjungit bland annat Fortuna i Poppeas kröning, Gianetta i Kärleksdrycken och  Barbarina i Figaros bröllop.
Under säsongerna 2022/23 och 2023/24 är hon Klassiska artisten i P2, och ger med Sveriges Radios Symfoniorkester ett flertal konserter.
Johanna Wallroths syster, Rebecka (född 1999), är också operasångare. Tillsammans uppträdde de i Allsång på Skansen den 1 augusti 2023.

## Konserter
Johanna Wallroth har även framträtt i konsertsammanhang med Sakari Oramo vid Musikhuset i Helsingfors i Mahlers Symfoni nr 4. Hon har medverkat konsertant tillsammans med pianisten Magnus Svensson i Stockholms Konserthus, Berwaldhallen och Birgit Nilsson Museum samt med Kristian Attila vid Nyslotts operafestival. Under våren 2021 har hon för första gången haft rollen som Zerlina i en direktsänd föreställning av Don Giovanni med Sveriges Radios symfoniorkester och Daniel Harding som dirigent.

## Priser och stipendier
Johanna Wallroth har bland annat tilldelats följande stipendier och priser: 
- Alfvénfonden, 2014.[5]
- År 2019 vann hon första pris i den internationella Mirjam Helin-tävlingen i Helsingfors.[6]
- Aurora Lillieros-stipendiet av Fredrika Bremer-förbundet 2019.
- Tilldelades 2020 Håkan Mogrens stipendium – stipendiet ”för och till insatser för mänskligt välbefinnande” på 125 000 kronor – med en motivering som lyder: ”En gedigen musikalitet som möjliggör fantasifull gestaltning av både äldre och nyare musik, kombinerad med en vacker, ljust klingande lyrisk röst, gör att förväntningarna är stora på en fin framtid, både som opera- och romanssångerska”.[7]
- Birgit Nilsson-stipendiat 2021. Stipendiet tog hon emot vid en ceremoni i Västra Karups kyrka den 13 augusti i samband med Birgit Nilsson-dagarna.[3][8]
- Martin Öhman-stipendium 2022.[9]